# Campeonato de Primera División 2013-14 (Argentina)
El Campeonato de Primera División 2013-14 fue la octogésima cuarta temporada de la era profesional de la Primera División del fútbol argentino, organizado por la AFA. Fue la última temporada en la que se otorgó más de un título y se jugó en dos fases: la primera, que se disputó en el último semestre del primer año, fue el Torneo Inicial «Nietos recuperados» 2013-Copa Miguel Benancio Sánchez; la segunda, que constituyó los desquites de la primera y se desarrolló en el primer semestre del segundo año, el Torneo Final «Nietos recuperados» 2014-Copa Raúl Alfonsín. Cada uno de ellos consagró su propio campeón, que se enfrentaron en un partido final, en cancha neutral, cuyo ganador obtuvo la Copa Campeonato.
Los nuevos participantes fueron los tres equipos ascendidos de la Primera B Nacional 2012-13: Rosario Central, Gimnasia y Esgrima La Plata y Olimpo, que volvieron a Primera luego de cuatro, tres y dos años, respectivamente.
Tuvo la particularidad de no contar con el Club Atlético Independiente, que jugó en la Primera B Nacional, segunda categoría del fútbol argentino, tras haber sufrido en la temporada anterior el primer descenso de su historia, después de permanecer en Primera, ininterrumpidamente, desde 1912.
Al finalizar el Torneo Inicial, se estableció el último equipo clasificado a la Copa Libertadores 2014; y al término de la temporada quedaron determinados los clasificados a la Copa Sudamericana 2014 y dos de los cinco representantes del fútbol argentino en la Copa Libertadores 2015.
Asimismo, al final del campeonato, perdieron la categoría los tres últimos equipos de la tabla de promedios.

## Ascensos y descensos
| Pos. | Equipos ascendidos de la B Nacional 2012-13 |
| ---- | ------------------------------------------- |
| 1.º  | Rosario Central                             |
| 2.º  | Gimnasia y Esgrima (LP)                     |
| 3.º  | Olimpo                                      |

| Prom. | Equipos descendidos en la temporada 2012-13 |
| ----- | ------------------------------------------- |
| 18.º  | San Martín (SJ)                             |
| 19.º  | Independiente                               |
| 20.º  | Unión                                       |

## Sistema de disputa
Cada torneo, Inicial y Final, se llevó a cabo en una sola rueda por el sistema de todos contra todos, representando el segundo los desquites del primero, y cada uno consagró un campeón. Ambos campeones disputaron la Copa Campeonato, jugada a un único partido en cancha neutral.
La tabla final de posiciones del Campeonato de Primera División 2013-14, fue la sumatoria de las tablas finales de ambos torneos.

## Equipos participantes
| Equipo              | Ciudad       | Estadio                                 | Capacidad     |
| ------------------- | ------------ | --------------------------------------- | ------------- |
| All Boys            | Buenos Aires | Islas Malvinas                          | 12 199        |
| Argentinos Juniors  | Buenos Aires | Diego Armando Maradona                  | 25 000        |
| Arsenal             | Sarandí      | Julio Humberto Grondona                 | 16 300        |
| Atlético de Rafaela | Rafaela      | Nuevo Monumental                        | 20 000        |
| Belgrano            | Córdoba      | Gigante de Alberdi Mario Alberto Kempes | 28 000 57 000 |
| Boca Juniors        | Buenos Aires | Alberto J. Armando                      | 49 000        |
| Colón               | Santa Fe     | Brigadier General Estanislao López      | 40 000        |
| Estudiantes         | La Plata     | Ciudad de La Plata                      | 53 000        |
| Gimnasia y Esgrima  | La Plata     | Juan Carmelo Zerillo                    | 21 500        |
| Godoy Cruz          | Godoy Cruz   | Malvinas Argentinas                     | 40 268        |
| Lanús               | Lanús        | Ciudad de Lanús-Néstor Díaz Pérez       | 46 519        |
| Newell's Old Boys   | Rosario      | Marcelo Bielsa                          | 42 000        |
| Olimpo              | Bahía Blanca | Roberto Natalio Carminatti              | 20 000        |
| Quilmes             | Quilmes      | Centenario Dr. José Luis Meiszner       | 33 000        |
| Racing              | Avellaneda   | Presidente Perón                        | 50 000        |
| River Plate         | Buenos Aires | Antonio Vespucio Liberti                | 61 321        |
| Rosario Central     | Rosario      | Gigante de Arroyito                     | 41 465        |
| San Lorenzo         | Buenos Aires | Pedro Bidegain                          | 43 963        |
| Tigre               | Victoria     | José Dellagiovanna                      | 30 000        |
| Vélez Sarsfield     | Buenos Aires | José Amalfitani                         | 49 540        |

### Distribución geográfica de los equipos
| Región                                   | Cant. | Equipos                                                                                |
| ---------------------------------------- | ----- | -------------------------------------------------------------------------------------- |
| Ciudad de Buenos Aires                   | 6     | All Boys, Argentinos Juniors, Boca Juniors, River Plate, San Lorenzo y Vélez Sarsfield |
| Conurbano bonaerense                     | 5     | Arsenal, Lanús, Quilmes, Racing y Tigre                                                |
| Provincia de Santa Fe                    | 4     | Atlético de Rafaela, Colón, Newell's Old Boys y Rosario Central                        |
| Ciudad de La Plata                       | 2     | Estudiantes y Gimnasia y Esgrima                                                       |
| Interior de la provincia de Buenos Aires | 1     | Olimpo                                                                                 |
| Provincia de Córdoba                     | 1     | Belgrano                                                                               |
| Provincia de Mendoza                     | 1     | Godoy Cruz                                                                             |

## Torneo Inicial

### Tabla de posiciones final
| Pos. | Equipo                  | Pts. | PJ | PG | PE | PP | GF | GC | Dif. |
| ---- | ----------------------- | ---- | -- | -- | -- | -- | -- | -- | ---- |
| 1.º  | San Lorenzo             | 33   | 19 | 9  | 6  | 4  | 29 | 17 | 12   |
| 2.º  | Lanús                   | 31   | 19 | 8  | 7  | 4  | 32 | 18 | 14   |
| 3.º  | Vélez Sarsfield         | 31   | 19 | 8  | 7  | 4  | 24 | 16 | 8    |
| 4.º  | Newell's Old Boys       | 31   | 19 | 8  | 7  | 4  | 27 | 21 | 6    |
| 5.º  | Arsenal                 | 30   | 19 | 7  | 9  | 3  | 22 | 19 | 3    |
| 6.º  | Belgrano                | 29   | 19 | 8  | 5  | 6  | 28 | 20 | 8    |
| 7.º  | Boca Juniors            | 29   | 19 | 8  | 5  | 6  | 25 | 24 | 1    |
| 8.º  | Atlético de Rafaela     | 29   | 19 | 8  | 5  | 6  | 25 | 25 | 0    |
| 9.º  | Estudiantes (LP)        | 27   | 19 | 6  | 9  | 4  | 16 | 14 | 2    |
| 10.º | Rosario Central         | 26   | 19 | 7  | 5  | 7  | 22 | 24 | −2   |
| 11.º | Gimnasia y Esgrima (LP) | 26   | 19 | 6  | 8  | 5  | 21 | 24 | −3   |
| 12.º | Tigre                   | 25   | 19 | 7  | 4  | 8  | 20 | 21 | −1   |
| 13.º | Argentinos Juniors      | 25   | 19 | 7  | 4  | 8  | 17 | 19 | −2   |
| 14.º | Godoy Cruz              | 24   | 19 | 6  | 6  | 7  | 17 | 17 | 0    |
| 15.º | Olimpo                  | 23   | 19 | 6  | 5  | 8  | 19 | 25 | −6   |
| 16.º | All Boys                | 22   | 19 | 5  | 7  | 7  | 19 | 19 | 0    |
| 17.º | River Plate             | 21   | 19 | 5  | 6  | 8  | 12 | 14 | −2   |
| 18.º | Quilmes                 | 21   | 19 | 5  | 6  | 8  | 14 | 23 | −9   |
| 19.º | Racing Club             | 16   | 19 | 4  | 4  | 11 | 12 | 24 | −12  |
| 20.º | Colón                   | 6    | 19 | 3  | 3  | 13 | 8  | 25 | −17  |

|  | Campeón. Clasificó a la segunda fase de la Copa Libertadores 2014. |

| 1. |

## Clasificación a la Copa Libertadores 2014
Tras la finalización del Torneo Inicial 2013, quedaron definidos los participantes en la Copa Libertadores 2014. Argentina tuvo 5 cupos en la competición: los 4 primeros ingresaron a la segunda fase, y el último, a la primera. Estos fueron:
- Argentina 1: Vélez Sarsfield, campeón del Campeonato de Primera División 2012-13.
- Argentina 2: Newell's Old Boys, campeón del Torneo Final 2013.
- Argentina 3: San Lorenzo, campeón del Torneo Inicial 2013.
- Argentina 4: Arsenal, campeón de la Copa Argentina 2012-13.
- Argentina 5: Lanús, campeón de la Copa Sudamericana 2013.

## Torneo Final

### Tabla de posiciones final
| Pos. | Equipo                  | Pts. | PJ | PG | PE | PP | GF | GC | Dif. |
| ---- | ----------------------- | ---- | -- | -- | -- | -- | -- | -- | ---- |
| 1.º  | River Plate             | 37   | 19 | 11 | 4  | 4  | 28 | 15 | 13   |
| 2.º  | Boca Juniors            | 32   | 19 | 9  | 5  | 5  | 25 | 15 | 10   |
| 3.º  | Estudiantes (LP)        | 32   | 19 | 8  | 8  | 3  | 20 | 11 | 9    |
| 4.º  | Godoy Cruz              | 32   | 19 | 9  | 5  | 5  | 23 | 18 | 5    |
| 5.º  | Gimnasia y Esgrima (LP) | 31   | 19 | 9  | 4  | 6  | 24 | 19 | 5    |
| 6.º  | Vélez Sarsfield         | 30   | 19 | 9  | 3  | 7  | 34 | 26 | 8    |
| 7.º  | Colón                   | 30   | 19 | 8  | 6  | 5  | 14 | 13 | 1    |
| 8.º  | Rosario Central         | 28   | 19 | 7  | 7  | 5  | 21 | 21 | 0    |
| 9.º  | Lanús                   | 28   | 19 | 8  | 4  | 7  | 21 | 23 | −2   |
| 10.º | Olimpo                  | 27   | 19 | 7  | 6  | 6  | 19 | 16 | 3    |
| 11.º | San Lorenzo             | 27   | 19 | 7  | 6  | 6  | 19 | 20 | −1   |
| 12.º | Newell's Old Boys       | 25   | 19 | 6  | 7  | 6  | 22 | 18 | 4    |
| 13.º | Tigre                   | 24   | 19 | 5  | 9  | 5  | 14 | 14 | 0    |
| 14.º | Quilmes                 | 24   | 19 | 7  | 3  | 9  | 16 | 22 | −6   |
| 15.º | Belgrano                | 20   | 19 | 3  | 11 | 5  | 17 | 21 | −4   |
| 16.º | Atlético de Rafaela     | 20   | 19 | 4  | 8  | 7  | 22 | 28 | −6   |
| 17.º | Arsenal                 | 18   | 19 | 5  | 3  | 11 | 19 | 28 | −9   |
| 18.º | Racing Club             | 17   | 19 | 4  | 5  | 10 | 19 | 24 | −5   |
| 19.º | Argentinos Juniors      | 15   | 19 | 3  | 6  | 10 | 9  | 21 | −12  |
| 20.º | All Boys                | 15   | 19 | 3  | 6  | 10 | 14 | 27 | −13  |

|  | Campeón. Clasificó a la segunda fase de la Copa Libertadores 2015. |

|  |

## Tabla de posiciones final del campeonato
Esta tabla se utilizó como clasificatoria para la Copa Sudamericana 2014 y a la Copa Libertadores 2015.

### Clasificación a la Copa Sudamericana 2014
Argentina tuvo 7 cupos en la competición. El primero de ellos le correspondió a Lanús, por haber sido el campeón de la edición 2013. El segundo, al campeón de la Copa Campeonato de Primera División 2013-14. Los 5 cupos restantes fueron para los mejores ubicados en esta tabla, excluyendo a aquellos que hubieran participado de la Copa Libertadores 2014, al campeón del Torneo Final 2014 y al primer lugar de esta tabla (los dos últimos mencionados, clasificados a la Copa Libertadores 2015).
| Pos. | Equipo                  | Pts. | PJ | PG | PE | PP | GF | GC | Dif. |
| ---- | ----------------------- | ---- | -- | -- | -- | -- | -- | -- | ---- |
| 1.º  | Vélez Sarsfield         | 61   | 38 | 17 | 10 | 11 | 58 | 42 | 16   |
| 1.º  | Boca Juniors            | 61   | 38 | 17 | 10 | 11 | 50 | 39 | 11   |
| 3.º  | San Lorenzo             | 60   | 38 | 16 | 12 | 10 | 48 | 37 | 11   |
| 4.º  | Lanús                   | 59   | 38 | 16 | 11 | 11 | 53 | 41 | 12   |
| 5.º  | Estudiantes (LP)        | 59   | 38 | 14 | 17 | 7  | 36 | 25 | 11   |
| 6.º  | River Plate             | 58   | 38 | 16 | 10 | 12 | 40 | 29 | 11   |
| 7.º  | Gimnasia y Esgrima (LP) | 57   | 38 | 15 | 12 | 11 | 45 | 43 | 2    |
| 8.º  | Newell's Old Boys       | 56   | 38 | 14 | 14 | 10 | 49 | 39 | 10   |
| 9.º  | Godoy Cruz              | 56   | 38 | 15 | 11 | 12 | 40 | 35 | 5    |
| 10.º | Rosario Central         | 54   | 38 | 14 | 12 | 12 | 43 | 45 | −2   |
| 11.º | Olimpo                  | 50   | 38 | 13 | 11 | 14 | 38 | 41 | −3   |
| 12.º | Belgrano                | 49   | 38 | 11 | 16 | 11 | 45 | 41 | 4    |
| 13.º | Tigre                   | 49   | 38 | 12 | 13 | 13 | 34 | 35 | −1   |
| 14.º | Atlético de Rafaela     | 49   | 38 | 12 | 13 | 13 | 47 | 53 | −6   |
| 15.º | Arsenal                 | 48   | 38 | 12 | 12 | 14 | 41 | 47 | −6   |
| 16.º | Quilmes                 | 45   | 38 | 12 | 9  | 17 | 30 | 45 | −15  |
| 17.º | Argentinos Juniors      | 40   | 38 | 10 | 10 | 18 | 26 | 40 | −14  |
| 18.º | All Boys                | 37   | 38 | 8  | 13 | 17 | 33 | 46 | −13  |
| 19.º | Colón                   | 36   | 38 | 11 | 9  | 18 | 22 | 38 | −16  |
| 20.º | Racing Club             | 33   | 38 | 8  | 9  | 21 | 31 | 48 | −17  |

|  | Clasificados a la Copa Sudamericana 2014. |

| 1. 2. 3. |

### Clasificación a la Copa Libertadores 2015
Argentina tuvo 6 cupos en la competición: 4 a la segunda fase y 
2 a la primera.
El primer cupo le correspondió a San Lorenzo, por haber sido el campeón de la edición 2014. El segundo quedó determinado al momento de la finalización del campeonato 2013-14, y fue para el campeón del Torneo Final 2014. Las otras 2 plazas a la segunda fase fueron para el campeón del Campeonato de Primera División 2014, y para el mejor ubicado en esta tabla (que debió definirse mediante un partido desempate disputado en 2015). Los 2 cupos restantes, que clasificaron a la primera fase, fueron para el campeón de la Copa Argentina 2013-14 y para el equipo con mejor desempeño en la Copa Sudamericana 2014.
| Pos. | Equipo                  | Pts. | PJ | PG | PE | PP | GF | GC | Dif. |
| ---- | ----------------------- | ---- | -- | -- | -- | -- | -- | -- | ---- |
| 1.º  | Boca Juniors            | 61   | 38 | 17 | 10 | 11 | 50 | 39 | 11   |
| 1.º  | Vélez Sarsfield         | 61   | 38 | 17 | 10 | 11 | 58 | 42 | 16   |
| 3.º  | San Lorenzo             | 60   | 38 | 16 | 12 | 10 | 48 | 37 | 11   |
| 4.º  | Lanús                   | 59   | 38 | 16 | 11 | 11 | 53 | 41 | 12   |
| 5.º  | Estudiantes (LP)        | 59   | 38 | 14 | 17 | 7  | 36 | 25 | 11   |
| 6.º  | River Plate             | 58   | 38 | 16 | 10 | 12 | 40 | 29 | 11   |
| 7.º  | Gimnasia y Esgrima (LP) | 57   | 38 | 15 | 12 | 11 | 45 | 43 | 2    |
| 8.º  | Newell's Old Boys       | 56   | 38 | 14 | 14 | 10 | 49 | 39 | 10   |
| 9.º  | Godoy Cruz              | 56   | 38 | 15 | 11 | 12 | 40 | 35 | 5    |
| 10.º | Rosario Central         | 54   | 38 | 14 | 12 | 12 | 43 | 45 | −2   |
| 11.º | Olimpo                  | 50   | 38 | 13 | 11 | 14 | 38 | 41 | −3   |
| 12.º | Belgrano                | 49   | 38 | 11 | 16 | 11 | 45 | 41 | 4    |
| 13.º | Tigre                   | 49   | 38 | 12 | 13 | 13 | 34 | 35 | −1   |
| 14.º | Atlético de Rafaela     | 49   | 38 | 12 | 13 | 13 | 47 | 53 | −6   |
| 15.º | Arsenal                 | 48   | 38 | 12 | 12 | 14 | 41 | 47 | −6   |
| 16.º | Quilmes                 | 45   | 38 | 12 | 9  | 17 | 30 | 45 | −15  |
| 17.º | Argentinos Juniors      | 40   | 38 | 10 | 10 | 18 | 26 | 40 | −14  |
| 18.º | All Boys                | 37   | 38 | 8  | 13 | 17 | 33 | 46 | −13  |
| 19.º | Colón                   | 36   | 38 | 11 | 9  | 18 | 22 | 38 | −16  |
| 20.º | Racing Club             | 33   | 38 | 8  | 9  | 21 | 31 | 48 | −17  |

|  | Campeón de la Copa Libertadores 2014.                                                       |
|  | Campeón del Torneo Final 2014 y clasificado a la segunda fase de la Copa Libertadores 2015. |
|  | Clasificado a la segunda fase de la Copa Libertadores 2015.                                 |

| 1. 2. |

#### Desempate del primer puesto
Lo disputaron Boca Juniors y Vélez Sarsfield, ya que ambos finalizaron en la primera posición del campeonato en igualdad de puntos.
El partido se llevó a cabo en el Estadio José María Minella, el 28 de enero de 2015. El ganador fue Boca Juniors, que obtuvo la tercera plaza a la segunda fase de la Copa Libertadores 2015.
| Boca Juniors                                                           | 1 - 0 | Vélez Sarsfield | José María Minella | 28 de enero de 2015 | 21:00 |
| Boca Juniors clasificó a la segunda fase de la Copa Libertadores 2015. |       |                 |                    |                     |       |

## Tabla de descenso
| Pos. | Equipo                  | Promedio | 2011-12 | 2012-13 | 2013-14 | Total | PJ  |
| ---- | ----------------------- | -------- | ------- | ------- | ------- | ----- | --- |
| 1.º  | Boca Juniors            | 1,763    | 76      | 51      | 61      | 188   | 114 |
| 2.º  | Vélez Sarsfield         | 1,631    | 64      | 61      | 61      | 186   | 114 |
| 3.º  | River Plate             | 1,605    | –       | 64      | 58      | 122   | 76  |
| 4.º  | Lanús                   | 1,587    | 55      | 67      | 59      | 181   | 114 |
| 5.º  | Newell's Old Boys       | 1,561    | 48      | 74      | 56      | 178   | 114 |
| 6.º  | Gimnasia y Esgrima (LP) | 1,500    | –       | –       | 57      | 57    | 38  |
| 7.º  | Arsenal                 | 1,491    | 62      | 60      | 48      | 170   | 114 |
| 8.º  | Belgrano                | 1,429    | 55      | 59      | 49      | 163   | 114 |
| 9.º  | Rosario Central         | 1,421    | –       | –       | 54      | 54    | 38  |
| 10.º | San Lorenzo             | 1,421    | 44      | 58      | 60      | 162   | 114 |
| 11.º | Estudiantes (LP)        | 1,377    | 50      | 48      | 59      | 157   | 114 |
| 12.º | Olimpo                  | 1,315    | –       | –       | 50      | 50    | 38  |
| 13.º | Tigre                   | 1,280    | 63      | 34      | 49      | 146   | 114 |
| 14.º | Racing Club             | 1,271    | 50      | 62      | 33      | 145   | 114 |
| 15.º | Godoy Cruz              | 1,254    | 38      | 49      | 56      | 143   | 114 |
| 16.º | Quilmes                 | 1,250    | –       | 50      | 45      | 95    | 76  |
| 17.º | Atlético de Rafaela     | 1,245    | 50      | 43      | 49      | 142   | 114 |
| 18.º | Colón                   | 1,245    | 60      | 46      | 36      | 142   | 114 |
| 19.º | All Boys                | 1,157    | 54      | 41      | 37      | 132   | 114 |
| 20.º | Argentinos Juniors      | 1,105    | 49      | 37      | 40      | 126   | 114 |

|  | Jugaron un partido desempate por la permanencia. |
|  | Descendieron a la Primera B Nacional.            |

|  |

### Partido de desempate
Lo disputaron Colón y Atlético de Rafaela, que terminaron en la 18.ª posición de la tabla de promedios.
El partido se llevó a cabo en el Estadio Gigante de Arroyito, el 24 de mayo de 2014. El ganador fue Atlético de Rafaela, que mantuvo la categoría. Colón descendió a la Primera B Nacional.
| Colón | 0 - 1 | Atlético de Rafaela | Gigante de Arroyito | 24 de mayo de 2014 | 21:00 |

## Partido final del campeonato
Se jugó entre el campeón del Torneo Inicial y el del Torneo Final, en la ciudad de La Punta. Fue ganador el Club Atlético River Plate, que obtuvo la Copa Campeonato de Primera División 2013-14 y la clasificación para disputar la Supercopa Argentina 2014 y la Copa Sudamericana 2014.
| 12         | Guardameta     | Sebastián Torrico   |     |
| 7          | Defensa        | Julio Buffarini     |     |
| 29         | Defensa        | Fabricio Fontanini  |     |
| 6          | Defensa        | Santiago Gentiletti |     |
| 21         | Defensa        | Emmanuel Mas        | 77' |
| 15         | Centrocampista | Héctor Villalba     |     |
| 5          | Centrocampista | Juan Mercier        | 80' |
| 20         | Centrocampista | Néstor Ortigoza     |     |
| 10         | Centrocampista | Leandro Romagnoli   | 65' |
| 11         | Delantero      | Ángel Correa        |     |
| 26         | Delantero      | Mauro Matos         |     |
| Entrenador | Entrenador     | Edgardo Bauza       |     |

| 1          | Guardameta     | Marcelo Barovero   |     |
| 25         | Defensa        | Gabriel Mercado    |     |
| 2          | Defensa        | Jonatan Maidana    | 22' |
| 6          | Defensa        | Ramiro Funes Mori  |     |
| 21         | Defensa        | Leonel Vangioni    |     |
| 7          | Centrocampista | Carlos Carbonero   |     |
| 28         | Centrocampista | Cristian Ledesma   |     |
| 16         | Centrocampista | Ariel Rojas        |     |
| 10         | Centrocampista | Manuel Lanzini     |     |
| 9          | Delantero      | Fernando Cavenaghi | 45' |
| 30         | Delantero      | Daniel Villalva    | 86' |
| Entrenador | Entrenador     | Ramón Ángel Díaz   |     |

| 24 | Centrocampista | Juan Ignacio Cavallaro | 65' |
| 9  | Delantero      | Martín Cauteruccio     | 77' |
| 19 | Centrocampista | Leandro Navarro        | 80' |

| 20 | Defensa        | Germán Pezzella    | 22' |
| 35 | Delantero      | Giovanni Simeone   | 45' |
| 5  | Centrocampista | Matias Kranevitter | 86' |

|  |  |  |  |

| Anotado | 73' | Germán Pezzella | 0:1 |

| Amonestado | 1'  | Santiago Gentiletti |
| Amonestado | 9'  | Fabricio Fontanini  |
| Amonestado | 17' | Julio Buffarini     |

| Amonestado | 20' | Ramiro Funes Mori |
| Amonestado | 31' | Daniel Villalva   |
| Amonestado | 33' | Germán Pezzella   |
| Amonestado | 40' | Gabriel Mercado   |

| Árbitro             | Néstor Pitana      |
| Árbitros asistentes | Hernán Maidana     |
| Árbitros asistentes | Juan Pablo Belatti |
| Cuarto árbitro      | Mauro Vigliano     |

| 12         | Guardameta     | Sebastián Torrico   |     |
| 7          | Defensa        | Julio Buffarini     |     |
| 29         | Defensa        | Fabricio Fontanini  |     |
| 6          | Defensa        | Santiago Gentiletti |     |
| 21         | Defensa        | Emmanuel Mas        | 77' |
| 15         | Centrocampista | Héctor Villalba     |     |
| 5          | Centrocampista | Juan Mercier        | 80' |
| 20         | Centrocampista | Néstor Ortigoza     |     |
| 10         | Centrocampista | Leandro Romagnoli   | 65' |
| 11         | Delantero      | Ángel Correa        |     |
| 26         | Delantero      | Mauro Matos         |     |
| Entrenador | Entrenador     | Edgardo Bauza       |     |

| 1          | Guardameta     | Marcelo Barovero   |     |
| 25         | Defensa        | Gabriel Mercado    |     |
| 2          | Defensa        | Jonatan Maidana    | 22' |
| 6          | Defensa        | Ramiro Funes Mori  |     |
| 21         | Defensa        | Leonel Vangioni    |     |
| 7          | Centrocampista | Carlos Carbonero   |     |
| 28         | Centrocampista | Cristian Ledesma   |     |
| 16         | Centrocampista | Ariel Rojas        |     |
| 10         | Centrocampista | Manuel Lanzini     |     |
| 9          | Delantero      | Fernando Cavenaghi | 45' |
| 30         | Delantero      | Daniel Villalva    | 86' |
| Entrenador | Entrenador     | Ramón Ángel Díaz   |     |

| 24 | Centrocampista | Juan Ignacio Cavallaro | 65' |
| 9  | Delantero      | Martín Cauteruccio     | 77' |
| 19 | Centrocampista | Leandro Navarro        | 80' |

| 20 | Defensa        | Germán Pezzella    | 22' |
| 35 | Delantero      | Giovanni Simeone   | 45' |
| 5  | Centrocampista | Matias Kranevitter | 86' |

|  |  |  |  |

| Anotado | 73' | Germán Pezzella | 0:1 |

| Amonestado | 1'  | Santiago Gentiletti |
| Amonestado | 9'  | Fabricio Fontanini  |
| Amonestado | 17' | Julio Buffarini     |

| Amonestado | 20' | Ramiro Funes Mori |
| Amonestado | 31' | Daniel Villalva   |
| Amonestado | 33' | Germán Pezzella   |
| Amonestado | 40' | Gabriel Mercado   |

| Árbitro             | Néstor Pitana      |
| Árbitros asistentes | Hernán Maidana     |
| Árbitros asistentes | Juan Pablo Belatti |
| Cuarto árbitro      | Mauro Vigliano     |

## Descensos y ascensos
Los equipos de Colón, All Boys y Argentinos Juniors descendieron al ocupar los tres últimos puestos en la tabla de promedios, siendo reemplazados por Banfield, Defensa y Justicia e Independiente, ascendidos de la Primera B Nacional, para el Campeonato de Primera División 2014.